# La Liga 2012–13
La Liga 2012–13 được biết đến với tên gọi là Liga BBVA vì lý do tài trợ. Đây là mùa giải lần thứ 82 kể từ khi thành lập. Mùa giải bắt đầu vào ngày 18 tháng 8 năm 2012, và sẽ kết thúc vào ngày 1 tháng 6 năm 2013. Như những năm trước đó, Nike sẽ cung cấp bóng chính thức cho tất cả các trận đấu tại La Liga. Barcelona là nhà vô địch, lần thứ 22.

## Các đội tham gia
Có tổng cộng 20 đội sẽ tham gia giải đấu, trong đó có 17 đội trụ hạng mùa giải 2011-12 và ba đội thăng hạng là:Deportivo La Coruña,Celta de Vigo và Real Valladolid. Villarreal CF, Sporting de Gijón và Racing de Santander bị xuống hạng để chơi ở Segunda Division (giải hạng hai Tây Ban Nha)vào năm 2012-13. Villarreal bị xuống hạng sau mười hai năm ở La Liga, Sporting de Gijón trở lại Segunda División sau bốn năm tham gia La Liga, trong khi Racing de Santander đã kết thúc 10 mùa giải liên tiếp ở La Liga, thời gian dài nhất trong lịch sử của họ.

### Sân nhà
| Đội                 | Vị trí                | SVĐ                    | Sức chứa |
| ------------------- | --------------------- | ---------------------- | -------- |
| Athletic Bilbao     | Bilbao                | San Mamés              | 39.750   |
| Atlético Madrid     | Madrid                | Vicente Calderón       | 54.851   |
| Barcelona           | Barcelona             | Camp Nou               | 99.354   |
| Betis               | Sevilla               | Benito Villamarín      | 52,745   |
| Celta Vigo          | Vigo                  | Balaídos               | 31,800   |
| Deportivo La Coruña | A Coruña              | Riazor                 | 34,600   |
| Espanyol            | Cornellà de Llobregat | Cornellà-El Prat       | 40,500   |
| Getafe              | Getafe                | Coliseum Alfonso Pérez | 17,700   |
| Granada             | Granada               | Nuevo Los Cármenes     | 22,524   |
| Levante             | Valencia              | Ciutat de València     | 25,534   |
| Málaga              | Málaga                | La Rosaleda            | 28,963   |
| Mallorca            | Palma                 | Iberostar Stadium      | 23,142   |
| Osasuna             | Pamplona              | El Sadar               | 19,553   |
| Rayo Vallecano      | Madrid                | Campo de Vallecas      | 15,489   |
| Real Madrid         | Madrid                | Santiago Bernabéu      | 85.454   |
| Real Sociedad       | San Sebastián         | Anoeta                 | 32,076   |
| Sevilla             | Sevilla               | Ramón Sánchez Pizjuán  | 45.500   |
| Valencia            | Valencia              | Mestalla               | 55.000   |
| Valladolid          | Valladolid            | Nuevo José Zorrilla    | 26,512   |
| Zaragoza            | Zaragoza              | La Romareda            | 34,596   |

### Nhân sự
| Đội                 | Chủ tịch               | HLV                   | Đội trưởng         | NTT áo đấu | Quần thi đấu                |
| ------------------- | ---------------------- | --------------------- | ------------------ | ---------- | --------------------------- |
| Athletic Bilbao     | Josu Urrutia           | Marcelo Bielsa        | Carlos Gurpegui    | Umbro      | Petronor                    |
| Atlético Madrid     | Enrique Cerezo         | Diego Simeone         | Gabi               | Nike       | Huawei                      |
| Barcelona           | Sandro Rosell          | Tito Vilanova         | Carles Puyol       | Nike       | Qatar Foundation và UNICEF1 |
| Betis               | Miguel Guillén         | Pepe Mel              | Juanma             | Macron     | Cirsa                       |
| Celta Vigo          | Carlos Mouriño         | Paco Herrera          | Borja Oubiña       | Li Ning    | Citroën                     |
| Deportivo La Coruña | Augusto César Lendoiro | José Luis Oltra       | Manuel Pablo       | Lotto      | Estrella Galicia            |
| Espanyol            | Ramón Condal           | Mauricio Pochettino   | Cristian Álvarez   | Puma       | Cancún                      |
| Getafe              | Ángel Torres           | Luis García Plaza     | Jaime Gavilán      | Joma       | Confremar                   |
| Granada             | Quique Pina            | Juan Antonio Anquela  | Manuel Lucena      | Luanvi     | Caja Granada                |
| Levante             | Quico Catalán          | Juan Ignacio Martínez | Sergio Ballesteros | Kelme      | Comunitat Valenciana        |
| Málaga              | Abdullah Al Thani      | Manuel Pellegrini     | Jesús Gámez        | Nike       | UNESCO2                     |
| Mallorca            | Jaume Cladera          | Joaquín Caparrós      | Nunes              | Macron     | Riviera Maya                |
| Osasuna             | Miguel Archanco        | José Luis Mendilibar  | Patxi Puñal        | Astore     | Nevir3 and Lacturale        |
| Rayo Vallecano      | Raúl Martín Presa      | Paco Jémez            | Javi Fuego         | Erreà      | Nevir3                      |
| Real Madrid         | Florentino Pérez       | José Mourinho         | Iker Casillas      | adidas     | Bwin                        |
| Real Sociedad       | Jokin Aperribay        | Philippe Montanier    | Xabi Prieto        | Nike       | Kutxa4                      |
| Sevilla             | José María del Nido    | Míchel González       | Andrés Palop       | Umbro      | Interwetten                 |
| Valencia            | Manuel Llorente        | Mauricio Pellegrino   | Roberto Soldado    | Joma       | JinKO Solar                 |
| Valladolid          | Carlos Suárez          | Miroslav Đukić        | Javier Baraja      | Kappa      | Tuenti                      |
| Zaragoza            | Fernando Molinos       | Manolo Jiménez        | Javier Paredes     | Mercury    | Proniño                     |

1. ^ Barcelona makes a donation to UNICEF in order to display the charity's logo on the back of the club's kit.
2. ^ Málaga makes a donation to UNESCO in order to display the charity's logo on the club's kit.
3. ^ On the back of shirt.
4. ^ On the back of shirt.

### HLV mới
| Đội            | HLV cũ              | Nguyên nhân              | Ngày                     | Thay thế bởi             | Ngày                     | Vị trí trên BXH |
| -------------- | ------------------- | ------------------------ | ------------------------ | ------------------------ | ------------------------ | --------------- |
| Barcelona      | Hết HĐ              | ngày 30 tháng 6 năm 2012 | Tito Vilanova            | ngày 13 tháng 6 năm 2012 | 2nd (2011–12)            |                 |
| Valencia       | Unai Emery          | Hết HĐ                   | ngày 30 tháng 6 năm 2012 | Mauricio Pellegrino      | ngày 4 tháng 6 năm 2012  | 3rd (2011–12)   |
| Rayo Vallecano | José Ramón Sandoval | Hết HĐ                   | ngày 30 tháng 6 năm 2012 | Paco Jémez               | ngày 14 tháng 6 năm 2012 | 15th (2011–12)  |
| Granada        | Abel Resino         | Hết HĐ                   | ngày 30 tháng 6 năm 2012 | Juan Antonio Anquela     | ngày 18 tháng 6 năm 2012 | 17th (2011–12)  |

## Xếp hạng
| XH | Đội                     | Tr | T  | H  | T  | BT  | BB | HS  | Đ   | Lên hay xuống hạng                                             |
| -- | ----------------------- | -- | -- | -- | -- | --- | -- | --- | --- | -------------------------------------------------------------- |
| 1  | Barcelona (C)           | 38 | 32 | 4  | 2  | 115 | 40 | +75 | 100 | Bản mẫu:Fb round2 2013-14 UCL GS                               |
| 2  | Real Madrid             | 38 | 26 | 7  | 5  | 103 | 42 | +61 | 85  | Bản mẫu:Fb round2 2013-14 UCL GS                               |
| 3  | Atlético Madrid         | 38 | 23 | 7  | 8  | 65  | 31 | +34 | 76  | Bản mẫu:Fb round2 2013-14 UCL GS                               |
| 4  | Real Sociedad           | 38 | 18 | 12 | 8  | 70  | 49 | +21 | 66  | Bản mẫu:Fb round2 2013-14 UCL PO                               |
| 5  | Valencia                | 38 | 19 | 8  | 11 | 67  | 54 | +13 | 65  | Bản mẫu:Fb round2 2013-14 UEL GS 1                             |
| 6  | Málaga                  | 38 | 16 | 9  | 13 | 53  | 50 | +3  | 57  | Bản mẫu:Fb round2 2013–14 EXC EUR 2                            |
| 7  | Betis                   | 38 | 16 | 8  | 14 | 57  | 56 | +1  | 56  | Bản mẫu:Fb round2 2013-14 UEL PR 1                             |
| 8  | Rayo Vallecano          | 38 | 16 | 5  | 17 | 50  | 66 | −16 | 53  | Bản mẫu:Fb round2 2013–14 EXC EUR 3                            |
| 9  | Sevilla                 | 38 | 14 | 8  | 16 | 58  | 54 | +4  | 50  | Bản mẫu:Fb round2 2013-14 UEL QR3 1                            |
| 10 | Getafe                  | 38 | 13 | 8  | 17 | 43  | 57 | −14 | 47  |                                                                |
| 11 | Levante                 | 38 | 12 | 10 | 16 | 40  | 57 | −17 | 46  |                                                                |
| 12 | Athletic Bilbao         | 38 | 12 | 9  | 17 | 44  | 65 | −21 | 45  |                                                                |
| 13 | Espanyol                | 38 | 11 | 11 | 16 | 43  | 52 | −9  | 44  |                                                                |
| 14 | Valladolid              | 38 | 11 | 10 | 17 | 49  | 58 | −9  | 43  |                                                                |
| 15 | Bản mẫu:Fb team Granada | 38 | 11 | 9  | 18 | 37  | 54 | −17 | 42  |                                                                |
| 16 | Osasuna                 | 38 | 10 | 9  | 19 | 33  | 50 | −17 | 39  |                                                                |
| 17 | Celta de Vigo           | 38 | 10 | 7  | 21 | 37  | 52 | −15 | 37  |                                                                |
| 18 | Mallorca (R)            | 38 | 9  | 9  | 20 | 43  | 72 | −29 | 36  | Xuống chơi tại Bản mẫu:Fb competition 2013–14 Segunda División |
| 19 | Deportivo La Coruña (R) | 38 | 8  | 11 | 19 | 47  | 70 | −23 | 35  | Xuống chơi tại Bản mẫu:Fb competition 2013–14 Segunda División |
| 20 | Zaragoza (R)            | 38 | 9  | 7  | 22 | 37  | 62 | −25 | 34  | Xuống chơi tại Bản mẫu:Fb competition 2013–14 Segunda División |

Nguồn: La Liga
Quy tắc xếp hạng: 1st points; 2nd head-to-head points; 3rd head-to-head goal difference; 4th goal difference; 5th number of goals scored; 7th Fair-play points.
1 Since the 2012–13 Copa del Rey champions, Atlético Madrid and runners-up Real Madrid qualified to 2013–14 UEFA Champions League, the 5th, 6th and 7th placed teams will qualify for the group stage, play-off round,and third qualifying round of the 2013–14 UEFA Europa League respectively.
2 Málaga was excluded from participating in any UEFA club competition in 2013–14 season. Málaga appealed against this UEFA ban, but the Court of Arbitration for Sport confirmed the decision of the UEFA Club Financial Control Body. 
3 Rayo Vallecano was excluded from participating in any UEFA club competition for the next season after RFEF denied them a "UEFA license" because they didn't meet the requirements as they were immersed in a creditor contest. They appealed to CAS in June 2013 and on 11 July that decision was confirmed.
(VĐ) = Vô địch; (XH) = Xuống hạng; (LH) = Lên hạng; (O) = Thắng trận Play-off; (A) = Lọt vào vòng sau. 
Chỉ được áp dụng khi mùa giải chưa kết thúc: 
(Q) = Lọt vào vòng đấu cụ thể của giải đấu đã nêu; (TQ) = Giành vé dự giải đấu, nhưng chưa tới vòng đấu đã nêu.

### Thứ hạng theo từng vòng
| Team \ Round            | 1         | 2  | 3  | 4  | 5  | 6  | 7  | 8  | 9  | 10 | 11 | 12 | 13 | 14 | 15 | 16 | 17 | 18 | 19 | 20 | 21 | 22 | 23 | 24 | 25 | 26 | 27 | 28 | 29 | 30 | 31 | 32 | 33 | 34 | 35 | 36 | 37 | 38 |   |
| ----------------------- | --------- | -- | -- | -- | -- | -- | -- | -- | -- | -- | -- | -- | -- | -- | -- | -- | -- | -- | -- | -- | -- | -- | -- | -- | -- | -- | -- | -- | -- | -- | -- | -- | -- | -- | -- | -- | -- | -- | - |
| Team \ Round            | Barcelona | 1  | 1  | 1  | 1  | 1  | 1  | 1  | 1  | 1  | 1  | 1  | 1  | 1  | 1  | 1  | 1  | 1  | 1  | 1  | 1  | 1  | 1  | 1  | 1  | 1  | 1  | 1  | 1  | 1  | 1  | 1  | 1  | 1  | 1  | 1  | 1  | 1  | 1 |
| Real Madrid             | 9         | 14 | 9  | 12 | 7  | 6  | 5  | 4  | 4  | 3  | 3  | 3  | 3  | 3  | 3  | 3  | 3  | 3  | 3  | 3  | 3  | 3  | 3  | 3  | 3  | 3  | 2  | 2  | 2  | 2  | 2  | 2  | 2  | 2  | 2  | 2  | 2  | 2  |   |
| Atlético Madrid         | 9         | 4  | 2  | 2  | 2  | 2  | 2  | 2  | 2  | 2  | 2  | 2  | 2  | 2  | 2  | 2  | 2  | 2  | 2  | 2  | 2  | 2  | 2  | 2  | 2  | 2  | 3  | 3  | 3  | 3  | 3  | 3  | 3  | 3  | 3  | 3  | 3  | 3  |   |
| Real Sociedad           | 20        | 12 | 16 | 10 | 14 | 8  | 13 | 15 | 14 | 17 | 13 | 9  | 12 | 9  | 9  | 9  | 7  | 9  | 9  | 9  | 9  | 8  | 7  | 6  | 6  | 6  | 5  | 4  | 4  | 4  | 4  | 4  | 4  | 4  | 4  | 4  | 5  | 4  |   |
| Valencia                | 12        | 13 | 17 | 11 | 15 | 10 | 14 | 9  | 11 | 9  | 9  | 8  | 11 | 12 | 10 | 11 | 9  | 8  | 7  | 7  | 7  | 6  | 5  | 5  | 5  | 5  | 7  | 5  | 6  | 5  | 6  | 5  | 6  | 5  | 5  | 5  | 4  | 5  |   |
| Málaga                  | 6         | 8  | 4  | 3  | 4  | 3  | 3  | 3  | 3  | 5  | 5  | 5  | 4  | 5  | 4  | 4  | 4  | 4  | 5  | 5  | 4  | 4  | 4  | 4  | 4  | 4  | 4  | 6  | 5  | 6  | 5  | 6  | 5  | 6  | 6  | 6  | 6  | 6  |   |
| Betis                   | 2         | 9  | 13 | 8  | 6  | 9  | 4  | 6  | 5  | 4  | 4  | 6  | 5  | 4  | 5  | 5  | 5  | 5  | 4  | 4  | 5  | 5  | 8  | 8  | 7  | 7  | 6  | 7  | 7  | 7  | 7  | 7  | 7  | 7  | 7  | 7  | 7  | 7  |   |
| Rayo Vallecano          | 7         | 3  | 5  | 6  | 8  | 13 | 10 | 12 | 15 | 11 | 7  | 11 | 8  | 10 | 13 | 10 | 8  | 7  | 6  | 6  | 6  | 7  | 6  | 7  | 8  | 9  | 8  | 9  | 9  | 9  | 9  | 8  | 8  | 10 | 10 | 8  | 8  | 8  |   |
| Sevilla                 | 5         | 7  | 8  | 5  | 5  | 4  | 7  | 5  | 7  | 7  | 10 | 7  | 10 | 11 | 11 | 13 | 14 | 12 | 12 | 12 | 11 | 11 | 11 | 10 | 12 | 10 | 12 | 10 | 11 | 10 | 10 | 11 | 10 | 9  | 8  | 9  | 9  | 9  |   |
| Getafe                  | 14        | 10 | 10 | 13 | 17 | 11 | 9  | 11 | 8  | 10 | 14 | 10 | 7  | 6  | 7  | 7  | 10 | 10 | 11 | 11 | 12 | 12 | 12 | 11 | 9  | 8  | 9  | 8  | 8  | 8  | 8  | 9  | 9  | 8  | 9  | 10 | 10 | 10 |   |
| Levante                 | 11        | 16 | 11 | 14 | 9  | 12 | 11 | 7  | 6  | 6  | 6  | 4  | 6  | 8  | 6  | 6  | 6  | 6  | 8  | 8  | 8  | 9  | 9  | 9  | 10 | 11 | 10 | 11 | 10 | 11 | 12 | 12 | 13 | 12 | 13 | 14 | 11 | 11 |   |
| Athletic Bilbao         | 18        | 20 | 15 | 15 | 16 | 18 | 16 | 17 | 16 | 14 | 12 | 14 | 14 | 15 | 14 | 12 | 13 | 14 | 14 | 14 | 13 | 13 | 15 | 15 | 16 | 14 | 14 | 14 | 13 | 13 | 14 | 14 | 14 | 14 | 14 | 12 | 13 | 12 |   |
| Espanyol                | 13        | 17 | 19 | 19 | 19 | 20 | 20 | 19 | 19 | 18 | 19 | 20 | 20 | 20 | 19 | 19 | 18 | 18 | 16 | 15 | 15 | 14 | 13 | 12 | 13 | 13 | 13 | 13 | 12 | 12 | 11 | 10 | 11 | 11 | 11 | 11 | 12 | 13 |   |
| Valladolid              | 8         | 2  | 6  | 9  | 13 | 7  | 8  | 10 | 10 | 8  | 8  | 12 | 9  | 7  | 8  | 8  | 11 | 11 | 10 | 10 | 10 | 10 | 10 | 13 | 11 | 12 | 11 | 12 | 14 | 14 | 13 | 13 | 12 | 13 | 12 | 13 | 14 | 14 |   |
| Bản mẫu:Fb team Granada | 15        | 15 | 18 | 18 | 18 | 17 | 15 | 16 | 17 | 19 | 16 | 17 | 18 | 18 | 18 | 17 | 15 | 17 | 17 | 16 | 17 | 16 | 14 | 14 | 15 | 16 | 16 | 16 | 16 | 16 | 17 | 17 | 16 | 15 | 16 | 15 | 15 | 15 |   |
| Osasuna                 | 19        | 19 | 20 | 20 | 20 | 19 | 19 | 20 | 20 | 20 | 20 | 19 | 19 | 16 | 16 | 16 | 19 | 20 | 20 | 18 | 18 | 17 | 17 | 16 | 14 | 15 | 15 | 15 | 15 | 15 | 15 | 15 | 15 | 17 | 15 | 16 | 16 | 16 |   |
| Celta de Vigo           | 16        | 18 | 12 | 16 | 11 | 14 | 12 | 13 | 13 | 15 | 17 | 16 | 15 | 14 | 15 | 15 | 17 | 15 | 15 | 17 | 16 | 18 | 18 | 18 | 18 | 18 | 19 | 19 | 18 | 19 | 20 | 19 | 18 | 19 | 19 | 20 | 18 | 17 |   |
| Mallorca                | 4         | 6  | 3  | 4  | 3  | 5  | 6  | 8  | 12 | 13 | 15 | 15 | 16 | 17 | 17 | 18 | 16 | 16 | 18 | 19 | 19 | 19 | 19 | 19 | 19 | 19 | 18 | 18 | 19 | 20 | 19 | 18 | 20 | 20 | 20 | 19 | 20 | 18 |   |
| Deportivo La Coruña     | 3         | 5  | 7  | 7  | 10 | 16 | 18 | 18 | 18 | 16 | 18 | 18 | 17 | 19 | 20 | 20 | 20 | 19 | 19 | 20 | 20 | 20 | 20 | 20 | 20 | 20 | 20 | 20 | 20 | 18 | 16 | 16 | 17 | 18 | 18 | 17 | 17 | 19 |   |
| Zaragoza                | 16        | 11 | 14 | 17 | 12 | 15 | 17 | 14 | 9  | 12 | 11 | 13 | 13 | 13 | 12 | 14 | 12 | 13 | 13 | 13 | 14 | 15 | 16 | 17 | 17 | 17 | 17 | 17 | 17 | 17 | 18 | 20 | 19 | 16 | 17 | 18 | 19 | 20 |   |

Nguồn: kicker.de, AllTimeSoccer.com

## Kết quả thi đấu

### KQ thi đấu
| S.nhà ╲ S.khách         | ATH | ATM | BAR | BET | CEL | DEP | ESP | GET | Bản mẫu:Fb team Granada | LEV | MLG | MAL | OSA | RVA | RMA | RSO | SEV | VAL | VLD | ZAR |
| Athletic Bilbao         |     | 3–0 | 2–2 | 3–5 | 1–0 | 1–1 | 0–4 | 1–2 | 1–0                     | 0–1 | 0–0 | 2–1 | 1–0 | 1–2 | 0–3 | 1–3 | 2–1 | 1–0 | 2–0 | 0–2 |
| Atlético Madrid         | 4–0 |     | 1–2 | 1–0 | 1–0 | 6–0 | 1–0 | 2–0 | 5–0                     | 2–0 | 2–1 | 0–0 | 3–1 | 4–3 | 1–2 | 0–1 | 4–0 | 1–1 | 2–1 | 2–0 |
| Barcelona               | 5–1 | 4–1 |     | 4–2 | 3–1 | 2–0 | 4–0 | 6–1 | 2–0                     | 1–0 | 4–1 | 5–0 | 5–1 | 3–1 | 2–2 | 5–1 | 2–1 | 1–0 | 2–1 | 3–1 |
| Betis                   | 1–1 | 2–4 | 1–2 |     | 1–0 | 1–1 | 1–0 | 0–0 | 1–2                     | 2–0 | 3–0 | 1–2 | 2–1 | 1–2 | 1–0 | 2–0 | 3–3 | 1–0 | 0–0 | 4–0 |
| Celta de Vigo           | 1–1 | 1–3 | 2–2 | 0–1 |     | 1–1 | 1–0 | 2–1 | 2–1                     | 1–1 | 0–1 | 1–1 | 2–0 | 0–2 | 1–2 | 1–1 | 2–0 | 0–1 | 3–1 | 2–1 |
| Deportivo La Coruña     | 1–1 | 0–0 | 4–5 | 2–3 | 3–1 |     | 2–0 | 1–1 | 0–3                     | 0–2 | 1–0 | 1–0 | 2–0 | 0–0 | 1–2 | 0–1 | 0–2 | 2–3 | 0–0 | 3–2 |
| Espanyol                | 3–3 | 0–1 | 0–2 | 1–0 | 1–0 | 2–0 |     | 0–2 | 0–1                     | 3–2 | 0–0 | 3–2 | 0–3 | 3–2 | 1–1 | 2–2 | 2–2 | 3–3 | 0–0 | 1–2 |
| Getafe                  | 1–0 | 0–0 | 1–4 | 2–4 | 3–1 | 3–1 | 0–2 |     | 2–2                     | 0–1 | 1–0 | 1–0 | 1–1 | 1–2 | 2–1 | 2–1 | 1–1 | 0–1 | 2–1 | 2–0 |
| Bản mẫu:Fb team Granada | 1–2 | 0–1 | 1–2 | 1–5 | 2–1 | 1–1 | 0–0 | 2–0 |                         | 1–1 | 1–0 | 1–2 | 3–0 | 2–0 | 1–0 | 0–0 | 1–1 | 1–2 | 1–1 | 1–2 |
| Levante                 | 3–1 | 1–1 | 0–4 | 1–1 | 0–1 | 0–4 | 3–2 | 0–0 | 3–1                     |     | 1–2 | 4–0 | 0–2 | 2–3 | 1–2 | 2–1 | 1–0 | 1–0 | 2–1 | 0–0 |
| Málaga                  | 1–0 | 0–0 | 1–3 | 4–0 | 1–1 | 3–1 | 0–2 | 2–1 | 4–0                     | 3–1 |     | 1–1 | 1–0 | 1–2 | 3–2 | 1–2 | 0–0 | 4–0 | 2–1 | 1–1 |
| Mallorca                | 0–1 | 1–1 | 2–4 | 1–0 | 1–0 | 2–3 | 2–1 | 1–3 | 1–2                     | 1–1 | 2–3 |     | 1–1 | 1–1 | 0–5 | 1–0 | 2–1 | 2–0 | 4–2 | 1–1 |
| Osasuna                 | 0–1 | 0–2 | 1–2 | 0–0 | 1–0 | 2–1 | 0–2 | 1–0 | 1–2                     | 4–0 | 0–0 | 1–1 |     | 1–0 | 0–0 | 0–0 | 2–1 | 0–1 | 0–1 | 1–0 |
| Rayo Vallecano          | 2–2 | 2–1 | 0–5 | 3–0 | 3–2 | 2–1 | 2–0 | 3–1 | 1–0                     | 3–0 | 1–3 | 2–0 | 2–2 |     | 0–2 | 0–2 | 0–0 | 0–4 | 1–2 | 0–2 |
| Real Madrid             | 5–1 | 2–0 | 2–1 | 3–1 | 2–0 | 5–1 | 2–2 | 4–0 | 3–0                     | 5–1 | 6–2 | 5–2 | 4–2 | 2–0 |     | 4–3 | 4–1 | 1–1 | 4–3 | 4–0 |
| Real Sociedad           | 2–0 | 0–1 | 3–2 | 3–3 | 2–1 | 1–1 | 0–1 | 1–1 | 2–2                     | 1–1 | 4–2 | 3–0 | 0–0 | 4–0 | 3–3 |     | 2–1 | 4–2 | 4–1 | 2–0 |
| Sevilla                 | 2–1 | 0–1 | 2–3 | 5–1 | 4–1 | 3–1 | 3–0 | 2–1 | 3–0                     | 0–0 | 0–2 | 3–2 | 1–0 | 2–1 | 1–0 | 1–2 |     | 4–3 | 1–2 | 4–0 |
| Valencia                | 3–2 | 2–0 | 1–1 | 3–0 | 2–1 | 3–3 | 2–1 | 4–2 | 1–0                     | 2–2 | 5–1 | 2–0 | 4–0 | 0–1 | 0–5 | 2–5 | 2–0 |     | 2–1 | 2–0 |
| Valladolid              | 2–2 | 0–3 | 1–3 | 0–1 | 0–2 | 1–0 | 1–1 | 2–1 | 1–0                     | 2–0 | 1–1 | 3–1 | 1–3 | 6–1 | 2–3 | 2–2 | 1–1 | 1–1 |     | 2–0 |
| Zaragoza                | 1–2 | 1–3 | 0–3 | 1–2 | 0–1 | 5–3 | 0–0 | 0–1 | 0–0                     | 0–1 | 0–1 | 3–2 | 3–1 | 3–0 | 1–1 | 1–2 | 2–1 | 2–2 | 0–1 |     |

Nguồn: LFP
1 ^ Đội chủ nhà được liệt kê ở cột bên tay trái.
Màu sắc: Xanh = Chủ nhà thắng; Vàng = Hòa; Đỏ = Đội khách thắng.